# Налётов, Михаил Семёнович
Михаил Семёнович Налётов (28 августа 1923, Преображеновка, Тамбовская губерния — 27 декабря 2004, Тамбовская область) — командир взвода автоматчиков 54-й гвардейской танковой бригады 7-го гвардейского танкового корпуса 3-й гвардейской танковой армии 1-го Украинского фронта, гвардии старший сержант; командир взвода разведки 54-й гвардейской танковой бригады, гвардии старшина, полный кавалер ордена Славы.

## Биография
Родился 28 августа 1923 года в селе Преображеновка (ныне — Жердевского района Тамбовской области). Член КПСС с 1966 года. Окончил 7 классов. Работал в колхозе.
В Красной Армии с октября 1941 года. В боях Великой Отечественной войны с июля 1942 года.
Командир взвода автоматчиков 54-й гвардейской танковой бригады гвардии старший сержант Михаил Налётов 20-30 декабря 1943 года, находясь в разведке близ города Житомир, обнаружил, что мост, к которому направлялась колонна наших танков, заминирован. Под сильным огнём противника пробрался к мосту и перерезал электропровода, предотвратив взрыв моста и обеспечив проход по нему танков. Приказом по 7-му гвардейскому танковому корпусу № 01/н 22 января 1944 года за мужество и отвагу, проявленные в боях, гвардии старший сержант Налётов Михаил Семёнович награждён орденом Славы 3-й степени.
Командир взвода разведки той же бригады гвардии старшина М. Налётов во главе группы бойцов 21 июля 1944 года пробрался в тыл противника, закрепился у шоссе в районе посёлка городского типа Куликов и посеял панику в стане противника, что способствовало разгрому его гарнизонов в населённых пунктах Куликов и Дорошув. В бою захватил штабную автомашину врага. Приказом командующего войсками 3-й танковой армии № 0148/н от 13 августа 1944 за мужество и отвагу, проявленные в боях, был награждён орденом Славы 2-й степени.
В боях за плацдарм на реке Пилица под городом Конецполь и овладение города Ченстохова 17 января 1945 года лично разведал бреши в обороне противника для прохода главных сил бригады, в бою уничтожил свыше десяти вражеских солдат.
Указом Президиума Верховного Совета СССР от 10 апреля 1945 года за образцовое выполнение заданий командования в боях с немецко-вражескими захватчиками награждён орденом Славы 1-й степени, став полным кавалером ордена Славы.
С 1947 года младший лейтенант М. Налётов — в запасе, а затем в отставке. Вернулся в родное село. Работал в Преображеновской средней школе — обучал сельских ребятишек труду, вёл уроки физкультуры. Жил в селе Преображеновка Жердевского района Тамбовской области. Последние годы жил в городе Тамбов. Скончался 27 декабря 2004 года.
Награждён двумя орденами Отечественной войны 1-й степени, двумя орденами Красной Звезды, орденами Славы 1-й, 2-й и 3-й степени, медалями.